# Pilophorus acicularis
Pilophorus acicularis är en lavart som först beskrevs av Erik Acharius, och fick sitt nu gällande namn av Theodor 'Thore' Magnus Fries. Pilophorus acicularis ingår i släktet Pilophorus och familjen Cladoniaceae.   Inga underarter finns listade i Catalogue of Life.

## Källor

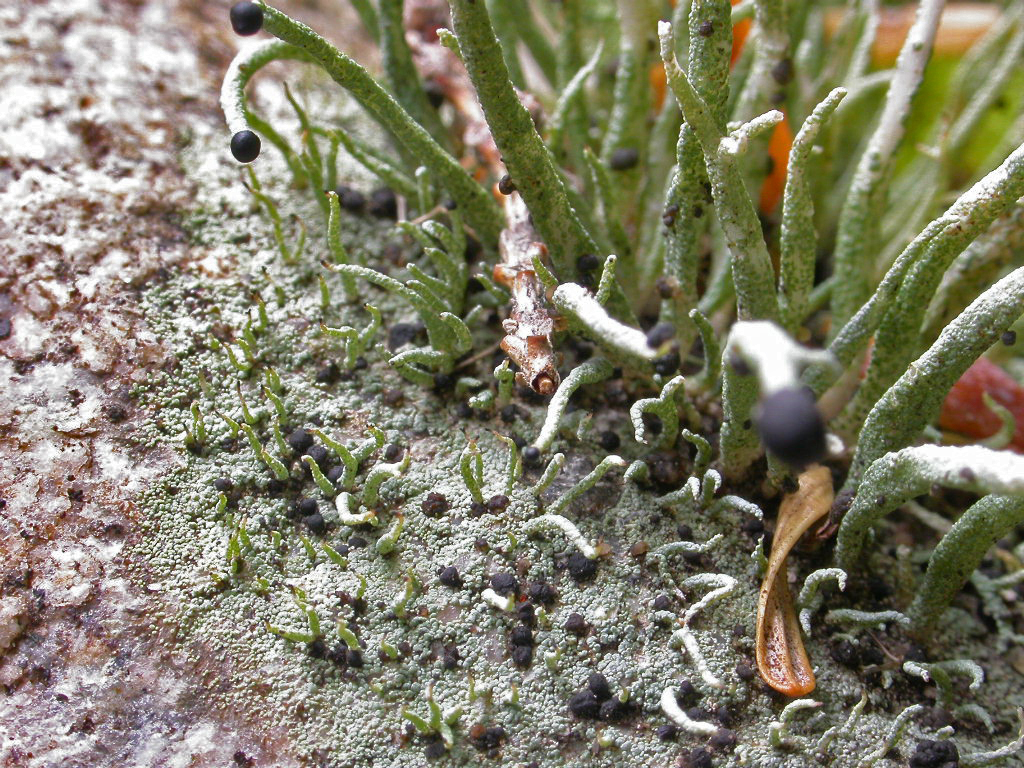